# Navarrete (Urrúnaga)
Navarrete (en euskera y oficialmente Nafarrate) es una localidad del concejo de Urrúnaga, que está situado en el municipio de Villarreal de Álava, en la provincia de Álava, País Vasco (España).

## Despoblado
Forma parte del concejo el despoblado de:
- Menea.[2]

## Historia
Hacia mediados del siglo XIX, el lugar, ya por entonces perteneciente a Villarreal de Álava, tenía contabilizada una población de 144 habitantes. Aparece descrito en el duodécimo volumen del Diccionario geográfico-estadístico-histórico de España y sus posesiones de Ultramar de Pascual Madoz con las siguientes palabras:

NAFARRATE: l. del ayunt. de Villareal en la prov. de Alava, part. jud. de Vitoria (3 le.), aud. terr. de Búrgos, c. g. de las Provincias Vascongadas; dióc. de Calahorra (20): sit. en una cumbra y sobre el camino de Vitoria á Bilbao, pasando por Gamarra: clima frio por combatirle el viento N., y se padecen algunas fiebres. Tiene 34 casas, igl. parr. (La Asuncion), aneja de Villareal, servida por uno de los beneficiados de la matriz, con título de cura, y para los usos de los hab. varias fuentes de medianas aguas. Confina el térm. N. Elosu; E. Betolaza; S. Urrunaga, y O. Burraga, y comprende dentro de un circuito un monte despoblado, y una casa sola á dist. de 1/4 de leg. El terreno participa de flojo y fértil; le atraviesa un riach. con un puente en el mismo pueblo. cáminos: los locales. El correo se recibe de Villareal. prod.: trigo, maiz, cebada, avena y demas menucias; cria toda especie de ganado; caza de perdices, palomas, liebres, corzos y javalíes; pesca de truchas, barbos y bermejuelas. ind.: ademas de la agricultura y ganadería, hay un molino harinero. comercio: importacion de vino y pescado, y estraccion del grano sobrante. pobl.: 37 vec., 144 alm. riqueza y contr.: con su ayunt. (V.). Alfonso XI agregó este pueblo, en calidad de aldea, á la v. de Villareal. Se hace mencion de Nafarrete en en el ant. catálogo de los pueblos de la prov., conservado en el archivo de San Millan.
(Madoz, 1849, p. 9)

## Demografía
| Gráfica de evolución demográfica de Navarrete entre 1800 y 1981                   |
|                                                                                   |
| Población de derecho, según los censos de población de la Enciclopedia Auñamendi. |